# Erdweg
Erdweg là một xã nằm ở huyện Dachau, thuộc bang Bayern của Đức.